# Na podsłuchu
Na podsłuchu (ang. Bugs) – brytyjski serial realizowany w latach 1995-1999.
Wszędzie tam, gdzie elektronika służy nieprawości, Wydział 2 rusza do kontrataku. Ed, Ros i Beckett są członkami zespołu niezwykłych fachowców. Wyposażeni w najnowocześniejszy sprzęt i gadżety, o jakich może marzyć każdy agent, stoją na straży sprawiedliwości. Pracują dla rządów, wielkich korporacji lub prywatnych zleceniodawców. Ich przeciwnicy to politycy o brudnych rękach, międzynarodowi terroryści, dyktatorzy i naukowcy działający w złych celach.
Serial został wyprodukowany dla BBC przez niezależne przedsiębiorstwo produkcyjne Carnival Films.

## Obsada
- Jaye Griffiths jako  Roslyn Ros Henderson
- Jesse Birdsall jako Nicholas Beckett
- Craig McLachlan jako Ed Russell (1-3 sezon)
- Jan Harvey jako Barbara Jan (3-4 sezon)
- Paula Hunt jako Alex Jordan (3-4 sezon)
- Steven Houghton jako Ed Russell (4 sezon)
- Michael Grandage jako Channing Hardy (3-4 sezon)
- Joseph May jako Adam Mosby (4 sezon)

## Lista odcinków
| Nr             | Polski tytuł          | Angielski tytuł         |
| -------------- | --------------------- | ----------------------- |
|                |                       |                         |
| SERIA PIERWSZA |                       |                         |
| 1              | Ul                    | Out of the Hive         |
| 2              | Mordercy              | Assassins Inc.          |
| 3              | Wszystko pod kontrolą | All Under Control       |
| 4              |                       | Down Among the Dead Men |
| 5              |                       | Shotgun Wedding         |
| 6              |                       | Stealth                 |
| 7              | Manna z nieba         | Manna from Heaven       |
| 8              | Gorący metal          | Hot Metal               |
| 9              | Sportowa szansa       | A Sporting Chance       |
| 10             | Puls                  | Pulse                   |
| SERIA DRUGA    |                       |                         |
| 1              |                       | What Goes Up...         |
| 2              |                       | ...Must Come Down       |
| 3              |                       | Bugged Wheat            |
| 4              |                       | Whirling Dervish        |
| 5              | Zaciemnienie          | Blackout                |
| 6              |                       | Gold Rush               |
| 7              |                       | Schrodinger's Bomb      |
| 8              | Bieg Newtona          | Newton's Run            |
| 9              | Biuro broni           | The Bureau of Weapons   |
| 10             |                       | A Cage for Satan        |
| SERIA TRZECIA  |                       |                         |
| 1              |                       | Blaze of Glory          |
| 2              |                       | The Revenge Effect      |
| 3              | Cena pokoju           | The Price of Peace      |
| 4              |                       | Hollow Man              |
| 5              |                       | Nuclear Family          |
| 6              |                       | Fugitive                |
| 7              |                       | Happy Ever After?       |
| 8              |                       | Buried Treasure         |
| 9              |                       | Identity Crisis         |
| 10             | Renegaci              | Renegades               |
| SERIA CZWARTA  |                       |                         |
| 1              |                       | Absent Friends          |
| 2              |                       | Sacrifice to Science    |
| 3              |                       | Girl Power              |
| 4              | Dwóch Beckett-ów      | The Two Becketts        |
| 5              |                       | Hell and High Water     |
| 6              | Puszka Pandory        | Pandora's Box           |
| 7              | Klejnot kontrolny     | Jewel Control           |
| 8              |                       | Twin Geeks              |
| 9              | Pieniądze pająka      | Money Spiders           |
| 10             | Wróg wśród nas        | The Enemy Within        |